# Harvey Kuenn
Harvey Edward Kuenn (4 décembre 1930 à West Allis (Wisconsin) - 28 février 1988 à Peoria (Arizona)), est un joueur américain de baseball qui évolua en Ligue majeure de baseball de 1952 à 1966. Il devient ensuite manager des Milwaukee Brewers (1975, 1982-1983).

## Carrière

### Joueur
Joueur universitaire chez les Wisconsin Badgers, Harvey Kuenn signe chez les Detroit Tigers en 1952. Il fait ses débuts en MLB à la fin de la saison 1952, le 6 septembre puis complète sa saison de rookie en 1953 ou il signe une moyenne au bâton de 0,308 pour 209 coups sûrs. Il est désigné recrue de l'année en ligue américaine. Il honore la première de ses huit sélections consécutives au All-Star Game dès 1953. Il termine trois fois dans le top 10 des votes pour le MVP de la saison ; il est quatrième en 1956.
Il est échangé contre Rocky Colavito aux Cleveland Indians le 17 avril 1960. Il ne joue qu'une seule saison sous l'uniforme des Indians avant d'être transféré chez les San Francisco Giants en décembre 1960. Il achève sa carrière chez les Chicago Cubs puis les Philadelphia Phillies en 1966.

#### Manager
Harvey Kuenn devient instructeur des Milwaukee Brewers en 1972. Il effectue à cette occasion l'intérim d'un match en 1975 au poste de manager puis devient manager en titre de 1982 à 1983. C'est sous sa direction que les Brewers parviennent à disputer la seule Série mondiale de son histoire (1982). 
Kuenn est remercié à la fin de la décevante saison 1983 des Brewers sanctionnée par une cinquième place de la Division Est de la Ligue américaine.
Il occupe ensuite un poste de recruteur pour les Brewers, jusqu'à son décès le 28 février 1988.